# جوهانس هوبف
جوهانس هوبف (بالسويدية: Johannes Hopf)‏ (16 يونيو 1987 في السويد - ) هو لاعب كرة قدم سويدي في مركز حراسة المرمى. لعب مع غنتشلربيرليغي ونادي هاماربي لكرة القدم ونادي يستاد لكرة اليد وHammarby Talang FF ‏.

## وصلات خارجية
- جوهانس هوبف على موقع اتحاد السويد (السويدية)
- جوهانس هوبف على موقع اتحاد تركيا (لاعب) (الإنجليزية)
- جوهانس هوبف على موقع قاعدة بيانات كرة القدم.إي يو (الإنجليزية)
- جوهانس هوبف على موقع Soccerway.com (الإنجليزية)
- جوهانس هوبف على موقع عالم كرة القدم.نت (الإنجليزية)